# Théo Trémeau
Pour les articles homonymes, voir Tremeau.
Pas d'image ? Cliquez ici

a Compétitions nationales et continentales officielles uniquement.

Dernière mise à jour le 21 mai 2025.
Théo Trémeau, né le 10 novembre 1998 à Saint-Lô, est un joueur français de rugby à XV évoluant au poste de troisième ligne aile.

## Biographie
Ne le 10 novembre 1998 à Saint-Lô, Théo Trémeau commence la pratique du rugby à XV au sein de l'Union sportive dacquoise en 2007. Il intègre plus tard le centre de formation, à partir de la saison 2017-2018.
Alors que l'équipe première est reléguée en division amateur à l'intersaison 2018, de Pro D2 vers la Fédérale 1, il intègre l'effectif senior et fait ses débuts dès la première rencontre de la saison,. Après avoir pris part à l'édition inaugurale de Nationale, il signe son premier contrat professionnel à l'intersaison 2021, d'une durée d'une année. Lors de la saison 2021-2022, il pallie l'absence de joueurs titulaires, accumulant du temps de jeu et faisant ainsi sa place au sein de l'effectif ; il acte alors une prolongation d'une saison supplémentaire. Il participe à la remontée de l'US Dax en Pro D2, ainsi qu'à la finale concédée contre le Valence Romans DR ; à cette occasion, son contrat est prolongé jusqu'en 2025. Lors de la saison 2023-2024, il prend ainsi part aux premières rencontres professionnelles de sa carrière, et participe à la qualification du club dacquois en phase finale,. Avant le terme de la saison 2024-2025, son contrat n'est pas renouvelé.

## Palmarès
- Championnat de France de Nationale :
  - Vice-champion : 2023 avec l'US Dax.